# دعا (ترانه سم اسمیت)
«دعا» (انگلیسی: Pray) ترانه‌ای از خواننده و ترانه‌نویس اهل بریتانیا سم اسمیت است. ترانه در ۶ اکتبر ۲۰۱۷ ازطریق کپیتال رکوردز به‌عنوان تک‌آهنگ تبلیغاتی برای دومین آلبوم استودیویی اسمیت، هیجان همه این‌ها (۲۰۲۰) منتشر شد.